# Кёнигсвальд, Густав фон
Густав Генрих Ральф фон Кёнигсвальд (нем. Gustav Heinrich Ralph von Koenigswald; 13 ноября 1902 — 10 июля 1982) — немецкий и голландский палеонтолог, геолог и антрополог.
Член Королевской академии наук и искусств Нидерландов (1950; с 1968 — иностранный член), иностранный член Национальной академии наук США (1982).

## Биография
В 1931 году прибыл на остров Ява в составе научной экспедиции, в результате которой в 1937—1939 годах были обнаружены хорошо сохранившиеся кости питекантропа и следы каменных орудий, что убедило научное сообщество в действительном существовании этого вида. По результатам этой же экспедиции были открыты и описаны останки мегантропа и гигантопитека. В 1939 году Кёнигсвальд привёз в Пекин кости питекантропа, сравнил их в лаборатории Вейденрейха с останками синантропа и пришёл к выводу, что они принадлежат одному виду ископаемых людей.
Во время Второй мировой войны был захвачен японцами и некоторое время провёл в плену. После войны работал в Американском музее естественной истории, затем возглавил кафедру палеонтологии в Утрехтском университете, откуда предпринимал экспедиции в Южную Африку (1951—52), Пакистан (1966—67) и Таиланд (1957). Высказал предположение, что родиной человекообразных обезьян была Индия. Выйдя на пенсию, поселился в окрестностях Франкфурта.